# March (Breisgau)
March település Németországban, azon belül Baden-Württembergben. Lakosainak száma 9382 fő (2023. december 31.).

## Népesség
A település népessége az elmúlt években az alábbi módon változott:
| Lakosok száma | 3459 | 4093 | 6237 | 7501 | 7907 | 8150 | 8806 | 8665 | 8748 | 9382 |
|               | 1961 | 1967 | 1974 | 1980 | 1987 | 1993 | 2000 | 2006 | 2013 | 2023 |